# On-Lesung
On-Lesung (deutsch Klang-Lesung, jap. 音読み, on-yomi) ist ein Begriff aus der japanischen Schrift und bezeichnet eine Klasse von Aussprachemöglichkeiten für die in Japan verwendeten chinesischen Schriftzeichen (Kanji), die sich an den Klang des entsprechenden chinesischen Wortes anlehnt; daher auch die Bezeichnung sinojapanische Lesung.
Der Hintergrund der On-Lesung ist, dass in Japan bei der Übernahme der chinesischen Schrift auch die chinesische Originalaussprache der Schriftzeichen übernommen und zum großen Teil beibehalten wurde. Viele Zeichen haben aber mehrere Aussprachemöglichkeiten. Die On-Lesung steht dabei im Gegensatz zur Kun-Lesung, bei der das Zeichen unabhängig vom Klang des entsprechenden chinesischen Wortes für ein bedeutungsähnliches altjapanisches Wort verwendet wird. Kombinationen beider Lesungen werden als Yutō-yomi oder Jūbako-yomi bezeichnet.
Bei On-Lesungen entspricht ein Kanji meist nur einer Silbe oder einer zweisilbigen Kombination, die auf -ku, -ki, -chi oder -tsu endet. Lange Vokale und Silben auf -n sind bei On-Lesungen häufig zu finden, während diese bei Kun-Lesungen fast gar nicht vorkommen. Auch stimmhafte und palatalisierte Konsonanten sind bei On-Lesungen viel häufiger zu finden als bei Kun-Lesungen.

## Erläuterung
Die verschiedenen Lesungen der Kanji in der japanischen Sprache lassen sich mit den unterschiedlichen Lesungen des Logogramms „&“ in verschiedenen Sprachen vergleichen. Angenommen, es handelt sich um einen lateinischen Kontext, wird das Zeichen als „et“ gelesen. Betrachtet man nun die romanischen Sprachen als spätere Entwicklungsstufen des Lateinischen, dann wird verständlich, warum das gleiche Zeichen einmal italienisch als „e“ oder spanisch als „y“ ausgesprochen wird. Hinzu kommt noch, sozusagen als Kun-Lesung aus den germanischen Sprachen, die deutsche Lesung „und“.
Diese verschiedenen Lesungen würden dann noch in jeweils verschiedenen Sachzusammenhängen verwendet. Handelte es sich zum Beispiel um ein klassisch antikes Thema, wäre die Lesung „et“ angebracht, bei einem die Renaissance betreffenden Thema würde dann die italienische Lesung „e“ verwendet werden.

## Beispiel
Der Seikan-Tunnel, der die Inseln Hokkaidō und Honshū miteinander verbindet, hat seinen Namen von den jeweils ersten Schriftzeichen der Großstädte in der Nähe der beiden Tunneleingänge, Aomori (青森市, Aomori-shi) auf Honshu und Hakodate (函館市, Hakodate-shi) auf Hokkaido. Diese beiden Städtenamen folgen wie die meisten japanischen Ortsnamen der Kun-Lesung. Die beiden Zeichen 青 (ao von Aomori) und 函 (hako von Hakodate) werden allerdings in dieser Kombination nicht nach der Kun-Lesung, ao-hako, gesprochen, sondern nach der On-Lesung, sei-kan.

## Hintergrund
Hintergrund ist die Tatsache, dass die Kanji um das 5. Jahrhundert auf dem Weg über Korea nach Japan gelangten, um klassisches Chinesisch (Kanbun) zu lesen und zu schreiben.
Da die Japaner zuvor keine eigene Schrift entwickelt hatten, benutzten sie die Kanjis außerdem zur grafischen Fixierung der japanischen Sprache. Parallel zu diesem Prozess wurden auch viele Lehnwörter aus dem Chinesischen übernommen. Die Japaner versuchten dabei, die damalige chinesische Aussprache durch ihr eigenes Phonemsystem zu imitieren, was Schwierigkeiten bot, da Japanisch und Chinesisch nicht verwandt sind und sich zu allen Epochen lautlich unterschieden. Heraus kam dabei eine japanische Lesung des Kanjis, „On-Lesung“ genannt.
Im Lauf der Zeit entwickelten sich, abhängig vom Lautwandel in China und dem Zeitpunkt der Übernahme, unterschiedliche Lesungen heraus.

### Verschiedene On-Lesungen
Es gibt drei bekannte Aussprachemöglichkeiten chinesischer Kanjis im Japanischen, die nicht immer alle realisiert werden: Go-on, Kan-on und Tō-on oder Tō-in (besser als Tōsō-on bezeichnet). Die traditionelle Zuordnung der Lesungen zu gleichnamigen Dynastien (Wu-Dynastie, Han-Dynastie, Tang-Dynastie und Sung-Dynastie), deren Hauptstädten und den darin gesprochenen Sprachen ist, sprachgeschichtlich gesehen, überwiegend unzutreffend.
Go-on
„Die Japaner übernahmen den Begriff [Go-on (呉音 ‚Wu-Aussprache‘)] aus dem China der T'ang, wo er zur Indikation deren eigener alter (und sonderbarer) „Nichtstandard“aussprache des Chinesischen geprägt worden war.“
Kan-on
Der Begriff Kan-on (漢音 ‚Han-Aussprache‘) wurde „auf ähnliche Weise erfunden [...], um auf die „chinesische (d. h. eigentliche, korrekte) Aussprache“ zu verweisen“, die von einem japanischen Mönch um das Jahr 880 als Sei-on (正音 ‚Standardaussprache‘) bezeichnet wurde.
Tō-on
Als Tō-on (唐音 ‚Tang-Aussprache‘) oder Tōsō-on (唐宋音 ‚Tang-Song-Aussprache‘) werden „spätere Lautungen [bezeichnet], die im Wesentlichen auf der Sprache der Hangchow-Region zur Zeit des 14. Jahrhunderts basieren.“  Während der Kamakura- und der Muromachi-Zeit wurden viele Begriffe des chinesischen Buddhismus übernommen.  Diese Aussprache kommt dem heutigen Hochchinesisch am nächsten.
Wa-on
Zu früher Zeit übernommene Go-on-Lesungen chinesischer Lehnwörter, die bereits so stark in den japanischen Wortschatz integriert waren, dass sie den Japanern später als Kun-Lesungen erschienen, heißen Wa- on (和音 ‚Yamato-Aussprache‘).
| Zeichen, Bedeutung | Japanisch | Japanisch | Japanisch | Japanisch | Chinesisch     | Chinesisch   | Chinesisch                 |
| Zeichen, Bedeutung | Go-on     | Kan-on    | Tō-on     | Kun       | Hochchinesisch | Kantonesisch | Minnan                     |
| ------------------ | --------- | --------- | --------- | --------- | -------------- | ------------ | -------------------------- |
| 京                 | きょう    | けい      | きん      | みやこ    | 京             | 京           | 京                         |
| Hauptstadt         | kyō       | kei       | kin       | miyako    | jing           | ging1        | kiann a, king b            |
| 外                 | ぎょう    | がい      | うい      | そと      | 外             | 外           | 外                         |
| draußen            | gyō       | gai       | ui        | soto      | wài            | ngoi6        | guā a, guē b               |
| 明                 | みょう    | めい      | みん      | あかるい  | 明             | 明           | 明                         |
| hell               | myō       | mei       | min       | akarui    | míng           | ming4        | bîn a, mê a, miâ a, bîng b |
| 和                 | わ        | か        | お        | やわらぐ  | 和             | 和           | 和                         |
| Harmonie           | wa        | ka        | o         | yawaragu  | hé             | wo4          | huê a (hō b, hām d), hô b  |
| 山                 | せん      | さん      | –         | やま      | 山             | 山           | 山                         |
| Berg               | sen       | san       | –         | yama      | shān           | saan1        | suann a, san b             |

In Kanjiwörterbüchern (in denen man Zeichen und Zeichenkombinationen nachsehen kann, die man nicht kennt) werden On-Lesungen heute in Katakana umgeschrieben und somit von Kun-Lesungen unterschieden, die in Hiragana umgeschrieben werden. Wenn die Umschrift in durchlaufenden Texten verwendet wird (z. B. weil die entsprechenden Kanji selten geworden sind und der Leser sie daher vielleicht nicht kennt), kommt meist für beide Lesungsarten Hiragana zum Einsatz.